# 欧蒂尼亚克
欧蒂尼亚克（法語：Autignac，法語發音：[otiɲak]）是法国埃罗省的一个市镇，位于该省中西部，属于贝济耶区。

## 地理
欧蒂尼亚克（43°29'56"N, 3°10'9"E）面积11.55 平方千米，位于法国奧克西塔尼大區埃罗省，该省份为法国南部沿海省份，南濒地中海，西南接奥德省，西北接塔恩省和阿韦龙省，东北与加尔省接壤。
与欧蒂尼亚克接壤的市镇（或旧市镇、城区）包括：卡布勒罗勒、洛朗斯、马加拉斯、米尔维耶勒-莱贝济耶、圣热涅德丰特迪。

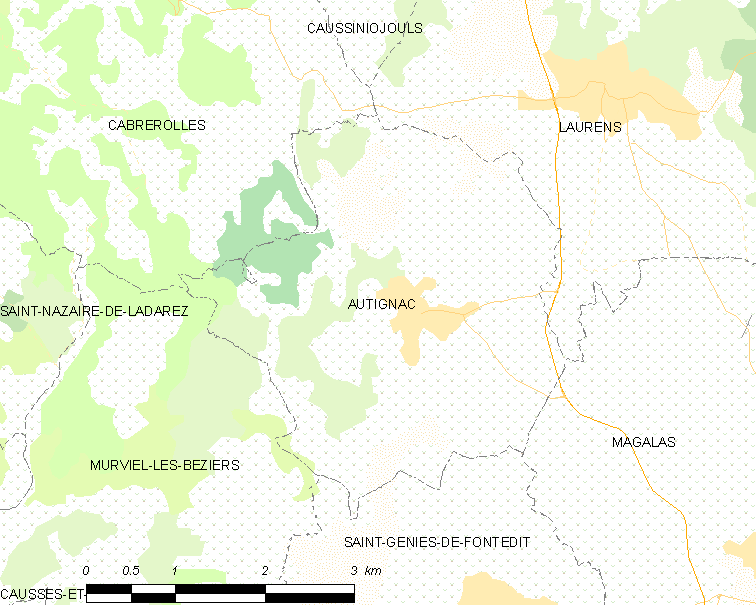
欧蒂尼亚克的OSM定位图

欧蒂尼亚克的时区为UTC+01:00、UTC+02:00（夏令时）。

## 行政
欧蒂尼亚克的邮政编码为34480，INSEE市镇编码为34018。

## 政治
欧蒂尼亚克所属的省级选区为卡祖勒莱贝济耶县。

## 人口

1962-2008年间欧蒂尼亚克人口变化图示

欧蒂尼亚克于2022年1月1日时的人口数量为962人。